# Villa medicea dell'Ambrogiana

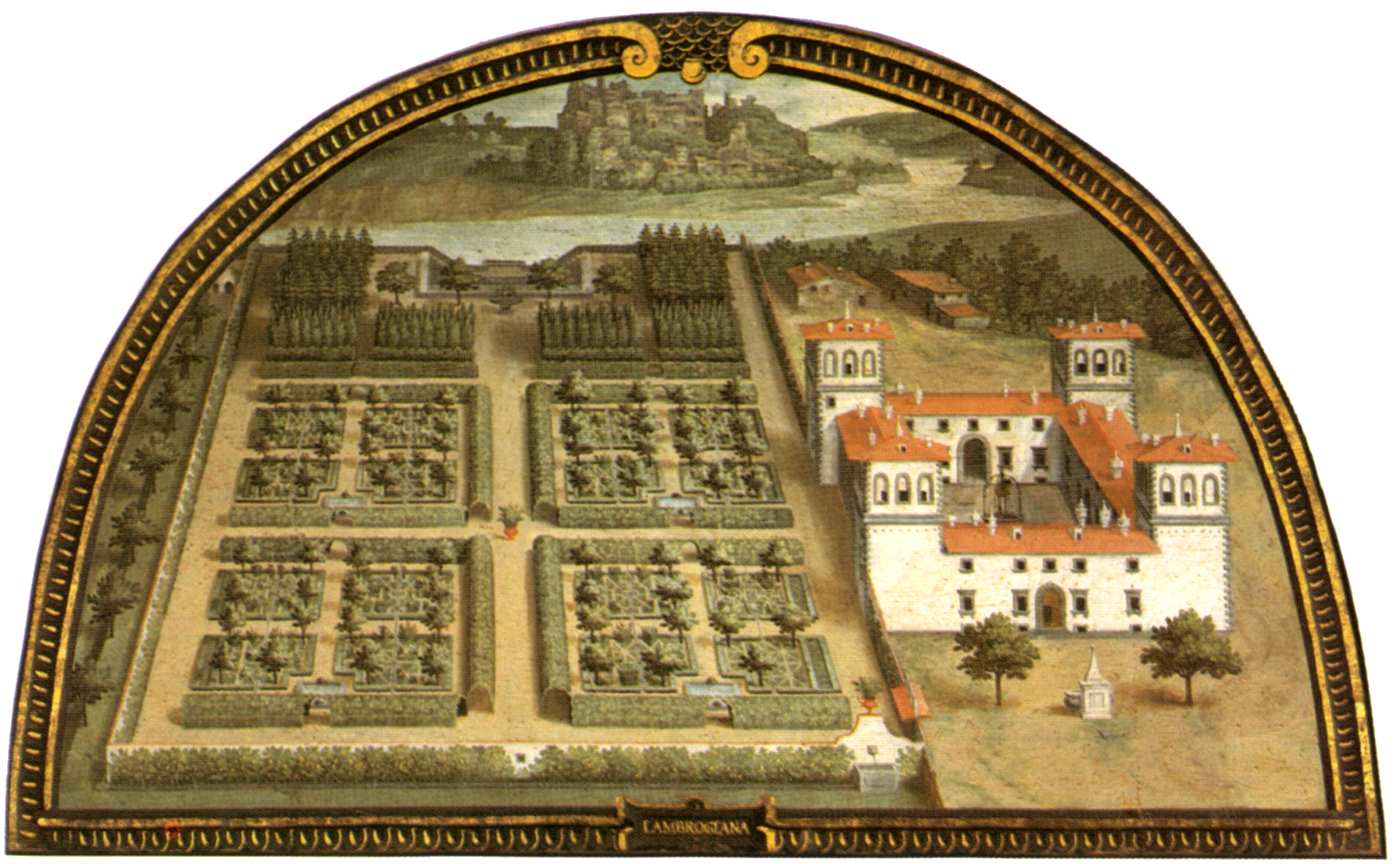
Giusto Utens, L'Ambrogiana

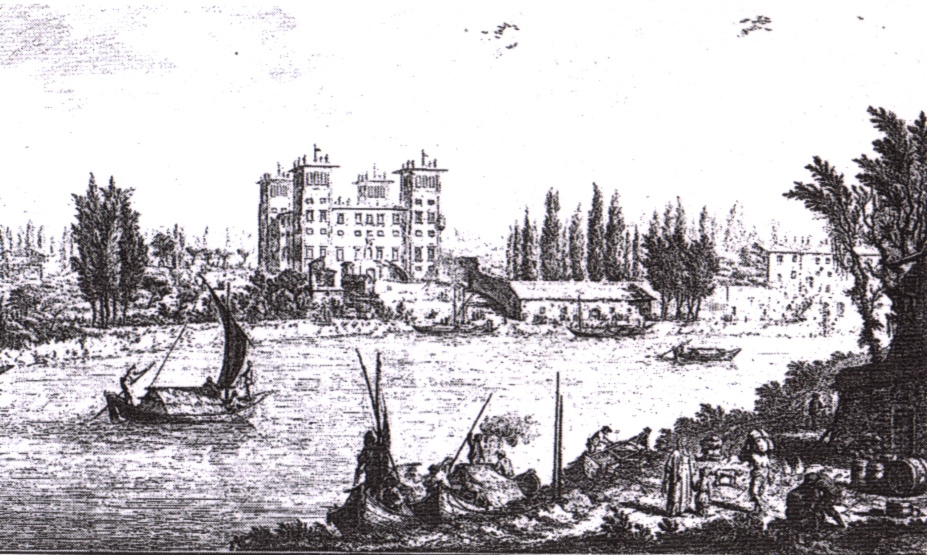
Giuseppe Zocchi, La Real Villa dell'Ambrogiana, stampa settecentesca

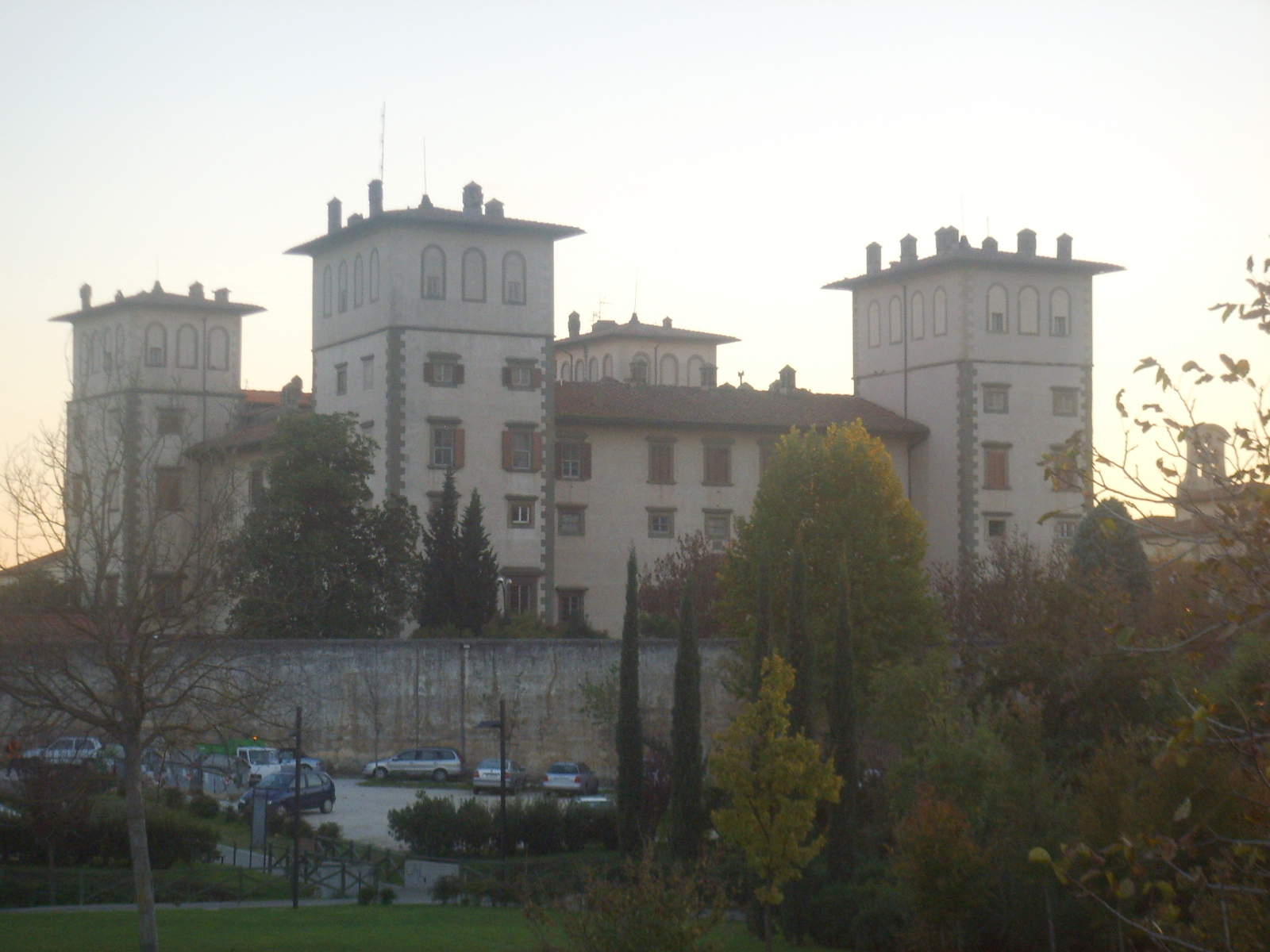
La villa vista dal lato di terra

La villa medicea dell'Ambrogiana si trova sulla riva sinistra dell'Arno, nel punto in cui vi confluisce la Pesa, in una posizione scenografica nei pressi della cittadina di Montelupo Fiorentino. Il nome deriva dalla famiglia degli Ambrogi, proprietari del preesistente 'Palagio' di un edificio con due torri e tenuta circostante.

## Storia
La prima notizia documentata del 'palagetto' da cui nascerà la villa è del 1427, quando la proprietà risulta per metà dei fratelli Francesco Tommaso e Leonardo, figli di Filippo di Castellano Frescobaldi, e per l'altra metà dei loro cugini, i  figli di Tommaso di Castellano Frescobaldi. Castellano Frescobaldi figlio di Bardo di Lamberto di Frescobaldo era il bisnipote del capostipite e nel 1351 apparteneva al quartiere di Santo Spirito, popolo di San Jacopo, gonfalone Nicchio, in Firenze. Il loro ramo familiare cambiò cognome e stemma in  Frescobaldi “da Montecastelli in Val di Pesa”. Nel 1442 palazzo e podere passarono alle monache di San Pietro martire di via Romana in Firenze, mentre nel 1450 divennero proprietà di Nicholaio Ambruogi, del quartiere di Santa Maria Novella. Nicholaio fece testamento a favore dei nipoti, Giovanni di Santi di Simone Ambruosi, e Simone di Antonio di Simone Ambruosi. Negli atti oltre al Palagio appare una casa per lavoratore e una fornace da calcina e mattoni e una da embrici, nel popolo di San Chirico a Montelupo: gli eredi ne divennero proprietari nel 1494. Nel 1524 Piero Ambruosi di Giovanni di Santi di Simone Ambruosi cedette la propria metà del palazzo a Giovanni Di Domenico Di Tommaso Ardinghelli che abitava a Roma. La seconda metà del Palagio e delle pertinenze venne ceduta nel 1535 da parte di Bernardo, figlio di Simone di Antonio Ambruosi, a Giovanni Di Domenico Di Tommaso Ardinghelli, del quartiere Santa Maria Novella sempre in Firenze. In questo atto, per la prima volta, il luogo viene indicato come "la Ambrogiano". Vi fu poi un passaggio per fallimento dal figlio Domenico di Giovanni Ardinghelli, per 1600 fiorini, ai fratelli Bernardo e Giovanni di Piero da Cepperello, del quartiere Santa Croce, gonfalone ruote: ciò avvenne tra il 1551 e il 1552. L'immobile diviene successivamente, nel 1571, di Maddalena di Piero di Giovanni da Cepparello, madre di Piero di Luigi di Piero Ridolfi.
La proprietà fu infine acquistata da Ferdinando I de' Medici il 28 aprile 1574, mentre granduca di Toscana era suo fratello Francesco I, da tal Giuseppe Gafoni . Sono documentati lavori di riadattamento eseguiti da Giovanni Antonio Dosio dal 1574 .
Ferdinando, divenuto granduca nel 1587 dopo la morte del fratello Francesco, decise di trasformare radicalmente l'edificio regolarizzandolo e raddoppiando le torri. La direzione dei lavori fu affidata all'architetto Raffaele Pagni, già collaboratore di Buontalenti. Da molti è stato supposto l'intervento progettuale di Bartolomeo Ammannati e soprattutto del Buontalenti, a causa di affinità stilistiche, tuttavia non esistono risultanze documentali, che attestino il ruolo dell'architetto, peraltro, all'epoca, già gravemente ammalato . Il 12 dicembre 1589 vi è però prova documentale, in una notazione del fattore Francesco Marmi, della sosta del Buontalenti, diretto a Pisa, a Montelupo.
Nel corso del XVII secolo la villa fu rialzata di un piano. Pur non essendo tra le residenze medicee più conosciute, l'Ambrogiana presenta aspetti originali, soprattutto per quel che riguarda il suo rapporto con il fiume, trovandosi affacciata sull'Arno ed essendo dotata di una grotta fluviale.
L'aspetto della villa è uno dei più maestosi tra tutte le ville medicee: quattro solide torri con una loggia su ciascuna sommità, rialzate nel Settecento, sporgono dagli angoli del corpo principale, formato da quattro grandi ali che cingono un ampio cortile centrale quadrato. Il rivestimento a intonaco bianco è tipico delle ville toscane, così come i profili, le finestre e i portali inquadrati da cornici in pietra arenaria.
L'impianto con le quattro torri angolari, condizionato dalle preesistenze, non rappresenta comunque un carattere di particolare originalità in quanto era stato adottato nella villa Niccolini a Camugliano di Pisa (1568) e nella villa Bernardi e Caselli nei pressi di Lucca (1540).
Lontano da altri edifici, la villa domina tutto il paesaggio circostante e, con il suo profilo inconfondibile, si può vedere da tutte le colline della piana circostante, con il suo aspetto di villa-fortilizio a rappresentare fisicamente il dominio del principe sul territorio. L'ubicazione della villa era stato suggerito probabilmente da vari motivi tra cui la vicinanza alle vie di comunicazione tra Firenze e Pisa, sia per via fluviale (l'Arno all'epoca era navigabile) sia per via terrestre (la strada Firenze-Empoli-Pisa passa nei pressi della villa).
Inoltre aveva il vantaggio di essere prossima ad altre residenze granducali e vicina ad una amplissima tenuta di caccia (Barco reale) che comprendeva, subito al di là dell'Arno, una grande area del Monte Albano e sui cui margini si trovavano altre ville (Artimino, Poggio a Caiano, La Magia e Montevettolini). Fu quindi spesso usata per i soggiorni di svago, per le attività venatorie, e anche come luogo di sosta nei frequenti spostamenti tra Firenze e Pisa.
Il giardino, oggi scomparso, ci è stato tramandato dalla lunetta di Giusto Utens, creata per un salone della Villa di Artimino e oggi nella Villa La Petraia (in precedenza esposta al Museo Topografico di Firenze com'era di Firenze). Esso era situato davanti alla villa ed arrivava fino ad un "porticciolo" dove attraccavano i navicelli. Il giardino era composto da quattro riquadri geometrici delimitati da aiuole di sempreverdi, e comprendeva anche una grotta artificiale, ricavata nel dislivello verso l'Arno e realizzata da Giovan Battista Ferrucci del Tadda.

### Cosimo III
L'Ambrogiana fu la dimora prediletta di Cosimo III, che vi raccolse alcune delle sue collezioni di dipinti, di esemplari botanici e naturalistici, facendo abbellire gli ambienti da Ferdinando Tacca. Nel 1677 fece costruire una loggia per ospitare il Gabinetto di storia naturale, dove il medico granducale Francesco Redi eseguì alcuni esperimenti e incroci su animali rari che pervenivano appositamente alla villa, come l'uccello indiano "caracos", ritrovato sulla spiaggia di Grosseto, il pappagallo bianco delle Indie e grande come una gallina, o la cicogna nera. Non mancavano le aberrazioni della natura, puntualmente descritte e ritratte da Bartolomeo Bimbi, ma forse esagerate dal gusto per il capriccio grottesco del Seicento: come la vitella e la pecora bicefale, cioè con due teste ciascuna (i dipinti di questi animali sono oggi conservati al Museo della Natura Morta di Poggio a Caiano).
Inoltre, essendo Cosimo profondamente religioso, fece costruire nei pressi del complesso un convento dedicato a san Pietro d'Alcantara, dove face stabilire dei monaci giunti appositamente dalla Spagna.

### I secoli successivi
La villa fu alterata nel Settecento con la creazione di un ulteriore piano rialzato che la rese ancora più spettacolare, ma nell'Ottocento, su iniziativa di Leopoldo II venne trasformata in una casa di cura per le malattie mentali. Questa triste sorte era la conseguenza dell'idea utilitaristica che gli ultimi granduchi ebbero del sistema delle ville, che spoliarono e alienarono a privati salvo pochissime eccezioni. A questo periodo risale infatti un radicale progetto di trasformazione curato dall'architetto Giuseppe Cappellini, che tuttavia non fu attuato.
La villa divenne negli ultimi anni dell'epoca lorenese un manicomio criminale e tale destinazione venne confermata dallo stato unitario. Il manicomio negli anni ha ospitato anche personaggi noti come gli anarchici Giovanni Passannante e Pietro Acciarito, accusati in epoche diverse di tentato regicidio, e il bandito sardo Graziano Mesina. Dagli anni settanta l'istituzione ha preso il nome di Ospedale Psichiatrico Giudiziario. Per un periodo è stato parzialmente visitabile su appuntamento in gruppi guidati, una volta alla settimana, o in occasione di eventi.

### Avvenimenti recenti
L'ultimo paziente lascia la struttura di Montelupo Fiorentino nella prima decade di febbraio 2017, nonostante la Legge prevedesse la chiusura degli OPG dall'aprile 2015.
Nei mesi successivi il complesso torna dal Ministero della giustizia in disponibilità dell'Agenzia del demanio.
Sabato 9 settembre 2017 circa 3 000 persone hanno simbolicamente abbracciato il complesso dell'Ambrogiana costruendo una catena umana esterna alle mura carcerarie. Due chiavi in ceramica, con la decorazione del piatto cinquecentesco detto "Rosso di Montelupo" e dello stemma della famiglia Medici, sono passate di mano in mano fino a giungere alla porta dell'ex OPG, ove il sindaco Paolo Masetti, insieme ad alcuni bambini, ha aperto il portone e consentito, dopo oltre un secolo e mezzo, il libero accesso al pubblico ai giardini della villa. L'evento filmato da alcuni droni viene trasmesso in diretta Facebook. Nella stessa data viene pubblicato un avviso pubblico per uno studio di valorizzazione dell'immobile, a seguito redatto dai vincitori del bando la Coopculture e P&M Architecture di Firenze.
In occasione di una visita alla Villa dell'Ambrogiana il 4 novembre 2021, il ministro della cultura Dario Franceschini ha affermato: “La Villa dell'Ambrogiana è un luogo splendido. È evidente che serve un progetto di recupero nazionale sia per la dimensione della villa sia per le risorse che saranno necessarie. Il Ministero è presente e lavorerà insieme al Comune e alla Regione per raccogliere le energie e i fondi per recuperare questa villa Medicea e trasformarla in un attrattore unico per tutto il Paese”. Il sindaco metropolitano di Firenze visita la villa medicea dell'Ambrogiana l'11 novembre 2021. Pochi mesi dopo, il 9 febbraio 2022, il Ministero della cultura ha stanziato 12 milioni di euro nell'ambito del piano strategico "Cantieri della cultura" per il restauro del compendio mediceo.
In aggiunta a questi, il Presidente della Regione Toscana Eugenio Giani ha assicurato lo stanziamento di ulteriori 12 milioni di euro di risorse regionali nel 2023 per l'attuazione del progetto "Uffizi diffusi".